# CD
Đĩa CD hay đĩa nén (tiếng Anh: Compact Disc) là một trong các loại đĩa quang, chúng thường chế tạo bằng chất dẻo, đường kính 4,75 inch, dùng phương pháp ghi quang học để lưu trữ khoảng 80 phút âm thanh hoặc 700 MB dữ liệu máy tính đã được mã hóa theo kỹ thuật số.

## Lịch sử phát triển
Đĩa CD bắt đầu được phát triển từ những năm 1979 bởi hai hãng: Sony và Philips để ghi âm thanh. Ban đầu mỗi hãng phát triển theo một hướng riêng, đến năm 1980 chúng được hợp nhất thành một chuẩn đĩa CD chứa âm thanh (thông dụng cho đến ngày nay).
 
Để đánh dấu sự phát triển và đưa ra các tiêu chuẩn chung cho việc phát triển loại đĩa này các hãng đã cùng xuất bản một cuốn "Sách Đỏ" (Red Book) mà trong đó nêu rõ từng bằng sáng chế công nghệ của từng hãng.

Phiên bản gần nhất của cuốn sách này vào tháng 5 năm 1999.

Tiếp sau đó, hai hãng Sony và Philips và một số hãng khác dần cho ra các định dạng đĩa mới và được phát triển cho đến ngày nay (Xem phần Các loại định dạng của đĩa CD).

## Công nghệ
Xem từ mục Công nghệ trong bài Đĩa quang 
Hầu hết tất cả các đĩa CD đều làm việc cùng với một thông số như nhau (chỉ ngoại trừ trường hợp miniCD có kích thước khác biệt một chút hoặc với một số định dạng cá biệt khác, còn lại các dạng đĩa CD còn lại có các kích thước điểm, đường...đều như nhau).
Đĩa CD sử dụng công nghệ quang học để đọc và ghi dữ liệu: Một cách đơn giản nhất chúng dùng tia lade chiếu vào bề mặt đĩa để nhận lại các phản xạ ánh sáng (hoặc không) tương ứng với các dạng tín hiệu nhị phân (0 và 1).

### Thông số

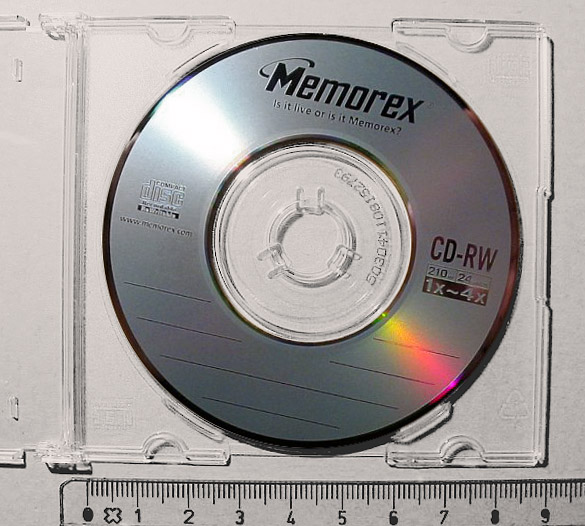
Đĩa CD loại Mini-CD với đường kính 8cm

Thông số hai loại đĩa CD thông dụng.
| Thông số                                              | Loại CD 1 | Loại CD 2 |
| ----------------------------------------------------- | --------- | --------- |
| Dung lượng theo âm thanh (phút)                       | 74        | 80        |
| Dung lượng theo dữ liệu (MB)                          | 650       | 700       |
| Tốc độ đọc ở 1X (m/s)                                 | 1.3       | 1,3       |
| Bước sóng lade (nm)                                   | 780       | 780       |
| Khẩu độ (Numerical aperture) (lens)                   | 0.45      | 0,45      |
| Chỉ số khúc xạ (Media refractive index)               | 1.55      | 1,55      |
| Track (turn) spacing (μm)                             | 1.6       | 1,48      |
| Turns per mm                                          | 625       | 676       |
| Turns per inch                                        | 15.875    | 17.162    |
| Tổng độ dài track (m)                                 | 5.772     | 6.240     |
| Tổng độ dài track (foot)                              | 18.937    | 20.472    |
| Tổng độ dài track (miles)                             | 3.59      | 3,88      |
| Độ rộng điểm (μm)                                     | 0.6       | 0,6       |
| Độ sâu điểm (μm)                                      | 0.125     | 0.125     |
| Chiều dài điểm nhỏ nhất (μm)                          | 0.90      | 0,90      |
| Chiều dài điểm lớn nhất (μm)                          | 3.31      | 3,31      |
| Bán kính Lead-in (mm)                                 | 23        | 23        |
| Bán kính vùng dữ liệu (data zone) - trong (mm)        | 25        | 25        |
| Bán kính vùng dữ liệu - ngoài (mm)                    | 58        | 58        |
| Bán kính Lead-out - ngoài (mm)                        | 58.5      | 58,5      |
| Độ rộng vùng track dữ liệu (mm)                       | 33        | 33        |
| Độ rộng toàn vùng track (total track area width) (mm) | 35.5      | 35,5      |
| Tốc độ quay lớn nhất ở 1X CLV (rpm)                   | 540       | 540       |
| Tốc độ quay nhỏ nhất ở 1X CLV (rpm)                   | 212       | 212       |
| Số track chứa dữ liệu (data zone)                     | 20.625    | 22.297    |
| Tổng số track                                         | 22.188    | 23.986    |

## Các loại định dạng của đĩa CD

### CD-DA
CD-DA (Compact Disc-Digital Audio) được giới thiệu lần đầu tiên vào năm 1980 bởi hai hãng Sony và Philips. Định dạng CD này là một dạng chuẩn cho các loại thiết bị giải trí dân dụng đọc đĩa CD thông thường.
CD-DA là loại đĩa CD chỉ chứa các dữ liệu âm thanh, chúng đơn thuần chứa nội dung các bài hát, bản nhạc mà không chứa bất kỳ một loại dữ liệu nào khác.
Bởi định dạng (format) đĩa này tuân theo các tiêu chuẩn trong quốn "Red Book" nên có thể được gọi là đĩa CD "Red Book"

### 5.1 Music Disc
5.1 Music Disc hay còn có các tên khác là: DTS-CD, DTS Audio CD: Là loại đĩa CD audio chứa âm thanh được định dạng ở loại lập thể (surround) mà có thể phát đầy đủ 6 đường tiếng cho các bộ thiết bị âm thanh giải trí gia đình hoặc trên các máy tính cá nhân (Xem thêm phần loa 5.1 trong bài loa máy tính).

5.1 Music Disc là những thể loại đĩa chứa âm thanh lập thể đầu tiên trước khi ra đời loại đĩa DVD audio.

### SACD
SACD (Super Audio CD) là đĩa CD âm thanh có chất lượng cao hơn loại đĩa CD-DA thông thường. Nó được hãng Sony và Philips giới thiệu vào năm 1999.

### CD-Text
CD-Text là dạng mở rộng của CD-DA mà trên đó có thể chứa một số dữ liệu dạng văn bản (text) để chứa một số nội dung hoặc thông tin của đĩa CD đó (ví dụ như: Tên album, tên các bài hát, tác giả, ca sĩ...), những dữ liệu text này được chứa tại vùng lead-in của đĩa CD.

### CD-ROM
CD-ROM (Compact Disc Read Only Memory) là loại đĩa CD chứa dữ liệu chỉ đọc. CD-ROM được giới thiệu lần đầu tiên vào năm 1983 bởi hai hãng Sony và Philips. Chúng không giống như các đĩa CD-DA phát triển trong thời gian đầu (chỉ chứa nội dung về âm thanh) mà mở rộng chứa các loại dữ liệu khác của máy tính.
Loại đĩa này thường được ghi dữ liệu bằng các thiết bị ghi đĩa chuyên dụng (có thể sản xuất nhiều đĩa trong một thời gian ngắn). Người sử dụng không thể ghi thêm dữ liệu vào các loại đĩa này.
Tốc độ đọc và truyền dữ liệu đĩa CD-ROM
| Tốc độ theo nhãn (Max. nếu CAV) | Thời gian để đọc đĩa 74 phút (nếu CLV) | Thời gian để đọc đĩa 80 phút (nếu CLV) | Tốc độ truyền dữ liệu (Max. nếu CAV) | Tốc độ CD-ROM thực tế (Min. nếu CAV) | Tốc độ truyền thấp nhất nếu CAV | Tốc độ CD-ROM trung bình (nếu CAV) | Tốc độ truyền trung bình (nếu CAV) | Vận tốc dài lớn nhất | Vận tốc dài lớn nhất | Tốc dộ quay (Min. nếu CLV Max. nếu CAV) | Tốc độ quay lớn nhất nếu CLV |
| X | (phút)                                 | (phút)                                 | (Bps)                                | (X)                                  | (Bps)                           | X                                  | (Bps)                              | (m/giây)             | (mph)                | (rpm)                                   | (rpm)                        |
| --- | -------------------------------------- | -------------------------------------- | ------------------------------------ | ------------------------------------ | ------------------------------- | ---------------------------------- | ---------------------------------- | -------------------- | -------------------- | --------------------------------------- | ---------------------------- |
| 1x | 74,0                                   | 80,0                                   | 153.600                              | 0,4x                                 | 61.440                          | 0,7x                               | 107.520                            | 1,3                  | 2,9                  | 214                                     | 497                          |
| 2x | 37,0                                   | 40,0                                   | 307.200                              | 0,9x                                 | 138.240                         | 1,5x                               | 222.720                            | 2,6                  | 5,8                  | 428                                     | 993                          |
| 4x | 18,5                                   | 20,0                                   | 614.400                              | 1,7x                                 | 261.120                         | 2,9x                               | 437.760                            | 5,2                  | 11,6                 | 856                                     | 1.986                        |
| 6x | 12,3                                   | 13,3                                   | 921.600                              | 2,6x                                 | 399.360                         | 4,3x                               | 660.480                            | 7,8                  | 17,4                 | 1.284                                   | 2.979                        |
| 8x | 9,3                                    | 10,0                                   | 1.228.800                            | 3,4x                                 | 522.240                         | 5,7x                               | 875.520                            | 10,4                 | 23,3                 | 1.712                                   | 3.973                        |
| 10x | 7,4                                    | 8,0                                    | 1.536.000                            | 4,3x                                 | 660.480                         | 7,2x                               | 1.098.240                          | 13,0                 | 29,1                 | 2.140                                   | 4.966                        |
| 12x | 6,2                                    | 6,7                                    | 1.843.200                            | 5,2x                                 | 798.720                         | 8,6x                               | 1.320.960                          | 15,6                 | 34,9                 | 2.568                                   | 5.959                        |
| 16x | 4,6                                    | 5,0                                    | 2.457.600                            | 6,9x                                 | 1.059.840                       | 11,5x                              | 1.758.720                          | 20,8                 | 46,5                 | 3.425                                   | 7.945                        |
| 20x | 3,7                                    | 4,0                                    | 3.072.000                            | 8,6x                                 | 1.320.960                       | 14,3x                              | 2.196.480                          | 26,0                 | 58,2                 | 4.281                                   | 9.931                        |
| 24x | 3,1                                    | 3,3                                    | 3.686.400                            | 10,3x                                | 1.582.080                       | 17,2x                              | 2.634.240                          | 31,2                 | 69,8                 | 5.137                                   | 11.918                       |
| 32x | 2,3                                    | 2,5                                    | 4.915.200                            | 13,8x                                | 2.119.680                       | 22,9x                              | 3.517.440                          | 41,6                 | 93,1                 | 6.849                                   | 15.890                       |
| 40x | 1,9                                    | 2,0                                    | 6.144.000                            | 17,2x                                | 2.641.920                       | 28,6x                              | 4.392.960                          | 52,0                 | 116,3                | 8.561                                   | 19.863                       |
| 48x | 1,5                                    | 1,7                                    | 7.372.800                            | 20,7x                                | 3.179.520                       | 34,4x                              | 5.276.160                          | 62,4                 | 139,6                | 10.274                                  | 23.835                       |
| 50x | 1,5                                    | 1,6                                    | 7.680.000                            | 21,6x                                | 3.317.760                       | 35,8x                              | 5.498.880                          | 65,0                 | 145,4                | 10.702                                  | 24.828                       |
| 52x | 1,4                                    | 1,5                                    | 7.987.200                            | 22,4x                                | 3.440.640                       | 37,2x                              | 5.713.920                          | 67,6                 | 151,2                | 11.130                                  | 25.821                       |
| 56x | 1,3                                    | 1,4                                    | 8.601.600                            | 24,1x                                | 3.701.760                       | 40,1x                              | 6.151.680                          | 72,8                 | 162,8                | 11.986                                  | 27.808                       |
| Chú thích: CAV (Constant Angular Velocity): Vận tốc góc không thay đổi. CLV: (Constant Linear Velocity): Vận tốc dài không thay đổi |                                        |                                        |                                      |                                      |                                 |                                    |                                    |                      |                      |                                         |                              |

### CD-i
CD-i (Compact Disc-interactive) được Sony và Philips giới thiệu năm 1986. Nó bao gồm sự cải tiến: Chứa bao gồm cả âm thanh và các đoạn phim (tiếng+hình).

CD-i không được sử dụng thông dụng. Chúng còn không sử dụng được với các máy tính thông thường.
CD-i tuân theo định dạng Greed Book.

### CD-ROM EA
CD-ROM EA (Extended Architecture) được giới thiệu năm 1989 bởi Sony, Philips và Microsoft. Chúng kết hợp hai loại CD-ROM và CD-i để có thể cho phép máy tính phát được các đĩa ca nhạc có hình (tiếng + video).

### CD-i Bridge
CD-i Bridge được giới thiệu bởi hai hãng Sony và Philips phát hành dựa trên sự kết hợp của CD-i và CD-ROM XA. Chúng phát được cả trên các máy phát CD-i và cả trên các PC thông thường.

### CD-R
Loại này bao gồm CD-R (recordable) và CD-RW (rewritable) được giới thiệu vào những năm 1989 và 1996 bởi các hãng Sony và Philips.

### CD-P
CD-P (hoặc tên khác là Photo-CD) được giới thiệu năm 1990 bởi các hãng Philips và Kodad là sự kết hợp của CD-ROM XA với loại CD-R để có thể chứa thêm các bức ảnh vào đĩa chứa âm thanh và hình ảnh. Đây là một chuẩn để chứa các bức ảnh trên các đĩa CD-R.

### Video CD
Video CD (hoặc viết tắt là VCD) được giới thiệu năm 1993 bởi các hãng: Philips, JVC, Matsushita, và Sony trên cơ sở của CD-i và CD-ROM XA. Đĩa này chứa khoảng 74 phút video theo định dạng MPEG-1 (hoặc chứa âm thanh kỹ thuật số dạng ADPCM)

### SVCD
SVCD (Super Video Compact Disc) là một định dạng chứa video ở độ phân giải cao hơn so với chuẩn Video CD.

### CD EXTRA
CD EXTRA được giới thiệu năm 1995 bởi các hãng Sony và Philips.

### CD Double-Density
Được giới thiệu năm 2000 bởi các hãng Philips và Sony.

### CD+G
CD+G (CD+Graphics) là loại đĩa CD chứa nội dung âm thanh nhưng được lưu thêm các nội dung về đồ hoạ, chúng có thể được phát âm thanh bình thường trên các thiết bị phát âm thanh thông thường, tuy nhiên nếu phát (play) trên các thiết bị đặc biệt (như trên máy tính với các phần mềm riêng, trên các đầu phát đặc biệt được kết nối với màn hình hoặc tivi) chúng có thể hiển thị đồ hoạ hoặc có thể hát karaoke.

### MiniCD
MiniCD là loại đĩa CD thông thường nhưng kích thước đường kính ngoài của nó chỉ là 80 mm, dung lượng nhỏ hơn đĩa CD đường kính chuẩn 120 mm.

MiniCD có đầy đủ các loại như đĩa CD thông thường (CD-DA, CD-ROM, CD-R...).